# Gran Premio di superbike di Valencia 2000
Il Gran Premio di superbike di Valencia 2000 è stato l'ottava prova su tredici del campionato mondiale Superbike 2000, disputato il 25 giugno sul circuito di Valencia, ha visto la vittoria di Troy Corser in gara 1, mentre la gara 2 è stata vinta da Noriyuki Haga.
La vittoria nella gara valevole per il campionato mondiale Supersport è stata invece ottenuta da Christian Kellner. La gara del campionato Europeo della classe Superstock viene vinta da Daniel Oliver.
Si tratta della prima volta che il campionato mondiale Superbike viene ospitato sul circuito di Valencia.

## Risultati

### Gara 1

#### Arrivati al traguardo[5]
| Pos. | Nº  | Pilota               | Squadra              | Motocicletta      | Giri | Tempo     | Griglia | Punti |
| ---- | --- | -------------------- | -------------------- | ----------------- | ---- | --------- | ------- | ----- |
| 1º   | 3   | Troy Corser          | Aprilia Axo          | Aprilia RSV 1000  | 23   | 37:17.084 | 1º      | 25    |
| 2º   | 155 | Ben Bostrom          | Ducati NCR           | Ducati RS 996     | 23   | +0:08.703 | 8º      | 20    |
| 3º   | 41  | Noriyuki Haga        | Yamaha WSBK          | Yamaha YZF R7     | 23   | +0:13.934 | 6º      | 16    |
| 4º   | 21  | Troy Bayliss         | Ducati Infostrada    | Ducati 996        | 23   | +0:18.190 | 7º      | 13    |
| 5º   | 2   | Colin Edwards        | Castrol Honda        | Honda VTR1000     | 23   | +0:21.205 | 5º      | 11    |
| 6º   | 14  | Peter Goddard        | Kawasaki Racing      | Kawasaki ZX 7RR   | 23   | +0:21.334 | 10º     | 10    |
| 7º   | 111 | Aaron Slight         | Castrol Honda        | Honda VTR1000     | 23   | +0:22.335 | 11º     | 9     |
| 8º   | 9   | Katsuaki Fujiwara    | Suzuki Alstare       | Suzuki GSX R750   | 23   | +0:22.382 | 2º      | 8     |
| 9º   | 30  | Alessandro Antonello | Aprilia Axo          | Aprilia RSV 1000  | 23   | +0:31.102 | 17º     | 7     |
| 10º  | 4   | Akira Yanagawa       | Kawasaki Racing      | Kawasaki ZX 7RR   | 23   | +0:31.650 | 12º     | 6     |
| 11º  | 13  | Andreas Meklau       | Gerin WSBK           | Ducati 996 RS2000 | 23   | +0:32.026 | 16º     | 5     |
| 12º  | 10  | Vittoriano Guareschi | Yamaha WSBK          | Yamaha YZF R7     | 23   | +0:46.827 | 13º     | 4     |
| 13º  | 46  | Mauro Sanchini       | Pedercini            | Ducati RS 996     | 23   | +1:13.070 | 24º     | 3     |
| 14º  | 113 | Paolo Blora          | Pacific              | Ducati 996 RS2000 | 23   | +1:14.373 | 25º     | 2     |
| 15º  | 18  | Markus Barth         | Alpha Technik Yamaha | Yamaha R7         | 23   | +1:17.734 | 18º     | 1     |
| 16º  | 27  | Frédéric Protat      | FP Racing            | Ducati            | 23   | +1:18.192 | 19º     |       |
| 17º  | 38  | Lance Isaacs         | Ducati NCR           | Ducati RS 996     | 23   | +1:23.802 | 26º     |       |
| 18º  | 23  | Jiří Mrkývka         | JM SBK               | Ducati 996 R      | 23   | +1:27.166 | 29º     |       |
| 19º  | 39  | Alessandro Gramigni  | Valli Racing 391     | Yamaha R7         | 23   | +1:29.695 | 21º     |       |
| 20º  | 15  | Igor Antonelli       | Kawasaki Bertocchi   | Kawasaki ZX 7RR   | 23   | +1:32.208 | 27º     |       |
| 21º  | 80  | Oriol Fernandez      | White Endurance      | Honda VTR1000     | 23   | +1:33.173 | 28º     |       |
| 22º  | 70  | Javier Rodríguez     | Ghelfi Art Racing    | Honda VTR1000     | 22   | +1 giro   | 30º     |       |
| 23º  | 68  | Thierry Mulot        | FP Racing            | Ducati            | 22   | +1 giro   | 23º     |       |
| 24º  | 71  | Guim Roda            | Procurde RPM Expert  | Ducati 996 SPS    | 22   | +1 giro   | 31º     |       |
| 25º  | 32  | Massimo De Silvestro | Kawasaki Bertocchi   | Kawasaki ZX 7RR   | 21   | +2 giri   | 33º     |       |

#### Ritirati
| Nº | Pilota              | Squadra              | Motocicletta      | Giri | Griglia |
| -- | ------------------- | -------------------- | ----------------- | ---- | ------- |
| 28 | Jürgen Oelschläger  | Alpha Technik Yamaha | Yamaha R7         | 20   | 22º     |
| 12 | Haruchika Aoki      | R & D Bieffe         | Ducati RS 996     | 19   | 14º     |
| 44 | Claude-Alain Jäggi  | Philippe Coulon      | Honda VTR1000     | 10   | 34º     |
| 19 | Juan Borja          | Ducati Infostrada    | Ducati 996        | 9    | 3º      |
| 11 | Lucio Pedercini     | Pedercini            | Ducati RS 996     | 8    | 20º     |
| 35 | Giovanni Bussei     | Kawasaki Bertocchi   | Kawasaki ZX 7RR   | 8    | 15º     |
| 7  | Pierfrancesco Chili | Suzuki Alstare       | Suzuki GSX R750   | 4    | 9º      |
| 65 | Giuliano Sartoni    | Pacific              | Ducati 996 RS2000 | 4    | 32º     |
| 33 | Robert Ulm          | Gerin WSBK           | Ducati 996 RS2000 | 0    | 4º      |

### Gara 2

#### Arrivati al traguardo[6]
| Pos. | Nº  | Pilota               | Squadra              | Motocicletta      | Giri | Tempo     | Griglia | Punti |
| ---- | --- | -------------------- | -------------------- | ----------------- | ---- | --------- | ------- | ----- |
| 1º   | 41  | Noriyuki Haga        | Yamaha WSBK          | Yamaha YZF R7     | 23   | 37:27.788 | 6º      | 25    |
| 2º   | 155 | Ben Bostrom          | Ducati NCR           | Ducati RS 996     | 23   | +0:01.227 | 8º      | 20    |
| 3º   | 21  | Troy Bayliss         | Ducati Infostrada    | Ducati 996        | 23   | +0:03.056 | 7º      | 16    |
| 4º   | 2   | Colin Edwards        | Castrol Honda        | Honda VTR1000     | 23   | +0:10.455 | 5º      | 13    |
| 5º   | 3   | Troy Corser          | Aprilia Axo          | Aprilia RSV 1000  | 23   | +0:12.966 | 1º      | 11    |
| 6º   | 14  | Peter Goddard        | Kawasaki Racing      | Kawasaki ZX 7RR   | 23   | +0:16.512 | 10º     | 10    |
| 7º   | 111 | Aaron Slight         | Castrol Honda        | Honda VTR1000     | 23   | +0:16.677 | 11º     | 9     |
| 8º   | 19  | Juan Borja           | Ducati Infostrada    | Ducati 996        | 23   | +0:17.015 | 3º      | 8     |
| 9º   | 7   | Pierfrancesco Chili  | Suzuki Alstare       | Suzuki GSX R750   | 23   | +0:18.632 | 9º      | 7     |
| 10º  | 9   | Katsuaki Fujiwara    | Suzuki Alstare       | Suzuki GSX R750   | 23   | +0:19.703 | 2º      | 6     |
| 11º  | 12  | Haruchika Aoki       | R & D Bieffe         | Ducati RS 996     | 23   | +0:24.027 | 14º     | 5     |
| 12º  | 4   | Akira Yanagawa       | Kawasaki Racing      | Kawasaki ZX 7RR   | 23   | +0:28.093 | 12º     | 4     |
| 13º  | 10  | Vittoriano Guareschi | Yamaha WSBK          | Yamaha YZF R7     | 23   | +0:37.662 | 13º     | 3     |
| 14º  | 39  | Alessandro Gramigni  | Valli Racing 391     | Yamaha R7         | 23   | +0:48.988 | 21º     | 2     |
| 15º  | 46  | Mauro Sanchini       | Pedercini            | Ducati RS 996     | 23   | +0:53.047 | 24º     | 1     |
| 16º  | 11  | Lucio Pedercini      | Pedercini            | Ducati RS 996     | 23   | +0:56.651 | 20º     |       |
| 17º  | 38  | Lance Isaacs         | Ducati NCR           | Ducati RS 996     | 23   | +1:01.522 | 26º     |       |
| 18º  | 27  | Frédéric Protat      | FP Racing            | Ducati            | 23   | +1:01.561 | 19º     |       |
| 19º  | 113 | Paolo Blora          | Pacific              | Ducati 996 RS2000 | 23   | +1:10.708 | 25º     |       |
| 20º  | 28  | Jürgen Oelschläger   | Alpha Technik Yamaha | Yamaha R7         | 23   | +1:11.205 | 22º     |       |
| 21º  | 18  | Markus Barth         | Alpha Technik Yamaha | Yamaha R7         | 23   | +1:21.049 | 18º     |       |
| 22º  | 80  | Oriol Fernandez      | White Endurance      | Honda VTR1000     | 23   | +1:36.688 | 28º     |       |
| 23º  | 68  | Thierry Mulot        | FP Racing            | Ducati            | 23   | +1:42.766 | 23º     |       |
| 24º  | 70  | Javier Rodríguez     | Ghelfi Art Racing    | Honda VTR1000     | 22   | +1 giro   | 30º     |       |
| 25º  | 65  | Giuliano Sartoni     | Pacific              | Ducati 996 RS2000 | 22   | +1 giro   | 32º     |       |
| 26º  | 71  | Guim Roda            | Procurde RPM Expert  | Ducati 996 SPS    | 22   | +1 giro   | 31º     |       |

#### Ritirati
| Nº | Pilota               | Squadra            | Motocicletta      | Giri | Griglia |
| -- | -------------------- | ------------------ | ----------------- | ---- | ------- |
| 35 | Giovanni Bussei      | Kawasaki Bertocchi | Kawasaki ZX 7RR   | 13   | 15º     |
| 13 | Andreas Meklau       | Gerin WSBK         | Ducati 996 RS2000 | 11   | 16º     |
| 23 | Jiří Mrkývka         | JM SBK             | Ducati 996 R      | 10   | 29º     |
| 32 | Massimo De Silvestro | Kawasaki Bertocchi | Kawasaki ZX 7RR   | 9    | 33º     |
| 44 | Claude-Alain Jäggi   | Philippe Coulon    | Honda VTR1000     | 8    | 34º     |
| 30 | Alessandro Antonello | Aprilia Axo        | Aprilia RSV 1000  | 5    | 17º     |
| 15 | Igor Antonelli       | Kawasaki Bertocchi | Kawasaki ZX 7RR   | 4    | 27º     |

### Supersport

#### Arrivati al traguardo
| Pos. | Nº | Pilota                | Squadra              | Motocicletta     | Giri | Tempo     | Punti |
| ---- | -- | --------------------- | -------------------- | ---------------- | ---- | --------- | ----- |
| 1º   | 6  | Christian Kellner     | Alpha Technik Yamaha | Yamaha YZF R6    | 23   | 38'51.491 | 25    |
| 2º   | 4  | Jörg Teuchert         | Alpha Technik Yamaha | Yamaha YZF R6    | 23   | +0.012    | 20    |
| 3º   | 17 | Pere Riba             | Castrol Honda        | Honda CBR 600 F  | 23   | +0.353    | 16    |
| 4º   | 7  | Fabrizio Pirovano     | Suzuki Alstare       | Suzuki GSX R 600 | 23   | +12.480   | 13    |
| 5º   | 44 | Antonio Carlacci      | GiMotorsport Lights  | Yamaha R6        | 23   | +13.649   | 11    |
| 6º   | 2  | Iain MacPherson       | Kawasaki Racing      | Kawasaki ZX 6R   | 23   | +14.431   | 10    |
| 7º   | 3  | Piergiorgio Bontempi  | D.C.R. Pirelli       | Ducati 748 R     | 23   | +14.650   | 9     |
| 8º   | 12 | Andrew Pitt           | Kawasaki Racing      | Kawasaki ZX 6R   | 23   | +15.356   | 8     |
| 9º   | 14 | Christophe Cogan      | BKM Racing           | Yamaha R6        | 23   | +15.896   | 7     |
| 10º  | 22 | Werner Daemen         | Yamaha Belgium       | Yamaha R6        | 23   | +16.525   | 6     |
| 11º  | 8  | Cristiano Migliorati  | Metalsistem Endoug   | Suzuki GSX 600   | 23   | +31.589   | 5     |
| 12º  | 10 | William Costes        | Honda France Elf     | Honda CBR 600    | 23   | +39.157   | 4     |
| 13º  | 20 | Karl Harris           | Metalsistem Endoug   | Suzuki GSX 600   | 23   | +39.539   | 3     |
| 14º  | 28 | Michele Malatesta     | Monza Corse          | Suzuki GSX 600   | 23   | +39.736   | 2     |
| 15º  | 9  | Wilco Zeelenberg      | Dee Cee Jeans Racing | Yamaha R6        | 23   | +55.602   | 1     |
| 16º  | 16 | Sébastien Charpentier | Honda France Elf     | Honda CBR 600    | 23   | +55.842   |       |
| 17º  | 58 | Alex Hervas           | Folch Endurance      | Yamaha R6        | 23   | +56.697   |       |
| 18º  | 5  | Rubén Xaus            | Ducati Infostrada    | Ducati 748 RS    | 23   | +1'23.462 |       |

#### Ritirati
| Nº | Pilota                | Squadra             | Motocicletta    | Giri |
| -- | --------------------- | ------------------- | --------------- | ---- |
| 35 | Shinya Takeishi       | Castrol Honda       | Honda CBR 600 F | 18   |
| 82 | Gareth Kenward        | TDC Desenzano Corse | Suzuki GSX 600  | 18   |
| 40 | Kevin Curtain         | BKM Racing          | Yamaha R6       | 15   |
| 21 | Massimo Meregalli     | Yamaha Belgarda     | Yamaha YZF R6   | 13   |
| 57 | Eduard Ullastres      | By Queroseno RT     | Honda CBR 600   | 13   |
| 26 | Kyro Verstraeten      | Yamaha Belgium      | Yamaha R6       | 12   |
| 54 | Stefano Cruciani      | D.C.R. Pirelli      | Ducati 748 R    | 12   |
| 24 | Maurizio Prattichizzo | GiMotorsport Lights | Yamaha R6       | 11   |
| 31 | Karl Muggeridge       | Ten Kate Honda      | Honda CBR 600   | 11   |
| 19 | Walter Tortoroglio    | D.F.X. Racing       | Ducati 748      | 9    |
| 56 | David Vazquez         | Belart Motorsport   | Yamaha R6       | 8    |
| 69 | James Whitham         | Yamaha Belgarda     | Yamaha YZF R6   | 7    |
| 55 | Norino Brignola       | Lorenzini-T.Italia  | Yamaha R6       | 7    |
| 15 | Paolo Casoli          | Ducati Infostrada   | Ducati 748 RS   | 5    |
| 34 | Yves Briguet          | D.F.X. Racing       | Ducati 748      | 5    |
| 18 | Vittorio Iannuzzo     | Lorenzini-T.Italia  | Yamaha R6       | 1    |

### Superstock

#### Arrivati al traguardo
| Pos. | Nº | Pilota               | Squadra              | Motocicletta     | Giri | Tempo     | Punti |
| ---- | -- | -------------------- | -------------------- | ---------------- | ---- | --------- | ----- |
| 1º   | 2  | Daniel Oliver        | Martin Racing        | Aprilia RSV R    | 13   | 22'17.650 | 25    |
| 2º   | 3  | Dario Tosolini       | TDC Desenzano Corse  | Suzuki GSX R 750 | 13   | +0.363    | 20    |
| 3º   | 28 | Giacomo Romanelli    | TDC Desenzano Corse  | Suzuki GSX R 750 | 13   | +3.474    | 16    |
| 4º   | 77 | Olivier Four         | Star Moto            | Suzuki GSX R 750 | 13   | +5.153    | 13    |
| 5º   | 37 | Barry Veneman        | Dee Cee Jeans R.T.   | Yamaha R1        | 13   | +9.887    | 11    |
| 6º   | 8  | James Ellison        | Ten Kate Young Guns  | Honda 900 CBR    | 13   | +10.425   | 10    |
| 7º   | 50 | Martin Bauer         | Kawasaki Team Rosner | Kawasaki ZX 9R   | 13   | +11.876   | 9     |
| 8º   | 72 | Steven Casaer        | Yamaha Belgium       | Yamaha R1        | 13   | +15.057   | 8     |
| 9º   | 54 | Markus Wegscheider   | Suzuki S. Schmidt    | Suzuki GSX R 750 | 13   | +15.678   | 7     |
| 10º  | 9  | Stephane Jond        | Fratelli Team        | Suzuki GSX R 750 | 13   | +16.069   | 6     |
| 11º  | 42 | Benny Jerzenbeck     | Steinhausen Racing   | Suzuki GSX R 750 | 13   | +16.583   | 5     |
| 12º  | 34 | Didier Van Keymeulen | BKM Racing           | Yamaha R1        | 13   | +17.747   | 4     |
| 13º  | 17 | Frederic Jond        | Fratelli Team        | Honda 900 CBR    | 13   | +18.219   | 3     |
| 14º  | 21 | Koen Vleugels        | KS Racing            | Yamaha R1        | 13   | +19.602   | 2     |
| 15º  | 14 | Raffaello Fabbroni   | Rumi                 | Honda 900 CBR    | 13   | +32.264   | 1     |
| 16º  | 27 | Rudy Servol          | TRS Team Rudy Servol | Honda 900 CBR    | 13   | +35.430   |       |
| 17º  | 5  | Paul Notman          | Speedline NRG        | Honda 900 CBR    | 13   | +35.801   |       |
| 18º  | 31 | Gianluigi Vallisari  | Racing T. Gabrielli  | Aprilia RSV R    | 13   | +37.141   |       |
| 19º  | 91 | Claudio Cipriani     | Gimotor Sport Light  | Yamaha R1        | 13   | +37.833   |       |
| 20º  | 39 | Massimo Bisconti     | Ghelfi               | Honda 900 CBR    | 13   | +40.264   |       |
| 21º  | 16 | Simone Suzzi         | FBC Racing           | Aprilia RSV R    | 13   | +44.230   |       |
| 22º  | 69 | Yann Gyger           | White Endurance      | Honda 900 CBR    | 13   | +46.462   |       |
| 23º  | 44 | Francisco Riquelme   | Aprilia Desmo Racing | Aprilia RSV R    | 13   | +47.048   |       |
| 24º  | 20 | Roberto Ciroldi      | Ghelfi               | Honda 900 CBR    | 13   | +1'18.416 |       |
| 25º  | 18 | Niklas Carlberg      | Carlberg Racing Swe  | Yamaha R1        | 13   | +1'18.452 |       |
| 26º  | 58 | Javier Valera        | MRC Competicion      | Suzuki GSX R 750 | 10   | +3 giri   |       |

#### Ritirati
| Nº | Pilota            | Squadra        | Motocicletta     | Giri |
| -- | ----------------- | -------------- | ---------------- | ---- |
| 51 | Kelvin Reilly     | KR Racing      | Yamaha R1        | 6    |
| 11 | Katja Poensgen    | Suzuki Alstare | Suzuki GSX R 750 | 3    |
| 6  | Dominique Duchene | Green Kawasaki | Kawasaki ZX 9R   | 3    |
| 23 | Michael Weynand   | Keller Corsa   | Yamaha R1        | 3    |
| 49 | Benjamin Nabert   | Green Speed    | Kawasaki ZX 9R   | 1    |